# 13歳のハローワーク (テレビドラマ)
『13歳のハローワーク』（じゅうさんさいのハローワーク）は、2012年1月13日から3月9日まで毎週金曜日23:15 - 翌0:15に、テレビ朝日系の「金曜ナイトドラマ」枠で放送された日本のテレビドラマ。主演はTOKIOの松岡昌宏。

## 概要
村上龍による同名書籍の改訂版『新 13歳のハローワーク』を原作に、独自のストーリーを追加したドラマ作品。原作の書籍が百科全書、あるいはエッセイの体裁で書かれた職業紹介書であるのに対し、本作では「現代の男がタイムスリップで過去の自分に出会い、過去の自分を変えることで現在の自分をひっくり返す」というオリジナルストーリーを用いて、原作の内容をドラマに取り込んでいる。
なお、TOKIOメンバーが金曜ナイトドラマ枠で主演を務めるのは松岡主演の本作が初めてとなる。

## あらすじ
主人公・小暮鉄平は警視庁捜査一課の刑事になることを夢見て警察官になった生活安全課所属の刑事。今の職務に不満を抱く中、突如として1990年にタイムスリップした彼は13歳の自分（テッペイ）に出会い、人生をやり直すチャンスとしてテッペイを警視庁捜査一課の刑事へ導くべく暗躍を始める。その中で、様々な仕事とそこで繰り広げられる人間模様に触れていく。
劇中では、鉄平が過去と現在を行き来する際に多少の歴史の変動も発生しており、漫画家志望の岡島正人が元の世界では漫画家として売れっ子となるも、後に描きたい漫画が描けない事に嫌気がさし失踪する事件があったが、歴史が変わった後の世界では岡島は漫画家としてデビューすることが無く、本来世に出るはずだった作品が存在していない事になっている。しかし、本人はフリーターをしながら自分が描きたい内容の漫画を描いており、漫画に対して希望を持って暮らしている。また、鉄平が刑事を夢見る事になるきっかけとなる事件の詳細も元の世界と歴史が変わった後では異なっており、高野がつけている腕時計は、この事件で犯人に銃で撃たれそうになった所を鉄平に押し飛ばされた際にヒビが入った。高野は、このヒビ割れた腕時計を2012年現在でも愛用しており、第一話の時点で既にヒビが入った状態であった。
鉄平は、無自覚ではあったものの、1990年当時の同級生たちの将来に対する考え方に多大な影響を与えており、2012年現在では13歳当時に思い描いていた理想とは異なるものの充実した日々を送っている者も多い。また、仕事をはじめ様々な経験をする上で、生活安全課の仕事が自分に向いている事を実感し、高野から捜査一課の刑事への推薦を受けるも、辞退をする。

## キャスト

### 主要人物
小暮鉄平（こぐれ てっぺい）
演 - 1990年：田中偉登 / 2012年・2036年：松岡昌宏
生年月日は昭和52年1月11日(第九話の免許証より)。
1990年：港区立芝浦中学校生徒、東進学会塾生。能天気かつ軽薄な性格で鉄平の頭を悩ませる。2012年から来た鉄平を「おじさん」と呼んでおり、彼の正体を知る唯一の人物である。
2012年：高卒、警視庁芝浦警察署生活安全課刑事。ハローワークで今の職業に対する不満を謎の相談員に打ち明けたために、1990年にタイムスリップしてしまう。過去の世界では時代に合わない行動と未来を見通した意見で、周りから変人扱いされながらもテッペイの再教育を目論む一方で、高野とバディを組み、唄子の雑用係として様々な職業を体験していく。メロンパンが好物。
2036年：定年退職後の鉄平。公務員法改正により年金が大幅にカットされ、苦しい老後を過ごしていた。その状況を改善しようと、過去の鉄平(2012年)を変えるため行動する。（最終話）
高野清文（たかの きよふみ）
演 - 1990年：横山裕 / 2012年：古田新太
1990年：東京大学法学部卒、その後無職。地上げ屋の手伝いで鉄平と知り合い、弟分になる。警視副総監の父からは「不肖の息子」と煙たがられている。大抵のことはそつなくこなすが、かえって不自由さを感じている。鉄平と関わる中で一般的ではない特殊な職業も体験し、自分には出来ないことがあるのを知る。その後、翔子と結婚する。
2012年：警視庁捜査一課管理官。何かと鉄平を目の敵にするが、1990年時代で過ごした鉄平との出来事はある理由から知らない振りをして隠すためだった。
真野翔子（まの しょうこ）
演 - 桐谷美玲
1990年：慶應義塾大学3年生、東進学会のアルバイト講師。秋田県出身。独りで住んでいるアパートに鉄平と高野を居候させる。母子家庭で可哀想な境遇だと言われ幼少期を過ごしてきた。その反動から悲惨な人生だと思われないように誰もが認める一流企業に就職しようと頑張るが、次第にそれが正しいとは思わなくなり、自分らしさで勝負をするようになった。
2012年：就職してすぐ高野と結婚。ありさという娘がおり、容姿は翔子に瓜二つである。高野曰く見る影もなく太ってしまい、鉄平には写真すらも見せられない。

### 東進学会塾生
村山和夫（むらやま かずお）
演 - 1990年：武井証 / 2012年：長谷川朝晴（第2話）
1990年：中学生。お金が全てだと考え、生徒間のビジネスで収入を得ていることから「カネゴン」と呼ばれている。
2012年：白金ファンド社長。強引で冷徹な経営手腕がテレビでも非難を浴びる中、業績は上がっていないが将来性のある佐伯ナット工業に融資する。
若槻葵（わかつき あおい）
演 - 1990年：工藤綾乃 / 2012年：遊井亮子（第3話）
1990年：中学生。英語が得意で、CAを目指している。
2012年：旅行代理店営業部社員。子供の頃に描いた将来の夢を取り戻して欲しいと考え、「ドリームアゲイン」というシニア向けのツアーを企画する。
岡島正人（おかじま まさと）
演 - 1990年：高杉真宙 / 2012年：岡田義徳（第4話）
1990年：中学生。漫画家を目指しており、大手出版社の目に留まり少年漫画雑誌掲載のチャンスを得る。
2012年：フリーター。自分の描きたい漫画を描き続けている（歴史が変わる前は漫画家として売れっ子になるも、描きたい漫画が描けないことに嫌気がさし失踪）。
麻生剛志（あそう つよし）
演 - 1990年：桑代貴明 / 2012年：小林高鹿（第5話）
1990年：兄の影響で鉄平らとバンドを組むが、才能が無いことに悩んでいる。
2012年：裏方に回り、ガールズバンド「calories」をプロデュースする。
五十嵐里奈（いがらし りな）
演 - 1990年：小野花梨 / 2012年：安藤玉恵（第6話）
1990年：将来は素敵な男性と知り合い、幸せな家庭を持ち一戸建てに住みたいと夢見ている。三上に好意を抱いている。
2012年：銀座の高級クラブ「スリーアップ」でママとして働いている。
田村真帆（たむら まほ）
演 - 1990年：山本舞香 / 2012年：吉田羊（第6話）
1990年：キャリア志向が強く、他人に支えられる人生ではなく自分の力で生きていける女性になりたいと考えている。
2012年：娘、夫と一戸建てに住み、家族のため毎日忙しく主婦業をこなしている。
沢村豪（さわむら ごう）
演 - 吉川史樹
1990年：無類のカレー好きで将来、カレーに関係する仕事に就きたいと考えている。
三上純一（みかみ じゅんいち）
演 - 中川大志
1990年：鉄平の親友。塾では狡猾に成績をコントロールする。好青年に見えるが裏の顔があり、自らの正義と信念から、仲間と共に不正な取引をした人間から金と証拠を奪う犯罪を行っていた。その後、警察に補導される。
大沢伸司（おおさわ しんじ）
演 - 大朏岳優
内山充（うちやま みつる）
演 - 内田純
千堂ちなみ（せんどう ちなみ）
演 - 牧野真鈴

### その他
仁科佳奈（にしな かな）
演 - 沢木ルカ
2012年：補導された警察署で鉄平と出会い、度々出くわす。母に反発していたが、映画制作の夢を叶えるためアメリカ留学を決意する。
仁科恵（にしな めぐみ）
演 - 松永京子（第1・4・最終話）
2012年：佳奈の母親、弁当屋でパート勤務。生年月日は1976年2月4日(第一話のグラビア雑誌に掲載されていた)。結婚する前はグラビアアイドルとして活躍していた。鉄平が送ってきた当時の写真集に心を動かされ一念発起、独立してワゴン車での弁当販売を始める。
佐々木紀夫（ささき のりお）
演 - 小松和重
1990年：警視庁芝浦警察署防犯課。
2012年：警視庁芝浦警察署生活安全課課長。
東唄子（あずま うたこ）
演 - 風吹ジュン
1990年：「東進学会」「東ミュージックアカデミー」取締役社長、株取引や地上げの協力などで利益を上げている。鉄平に様々な難題を押し付け、「銭ゲババア」と呼ばれる。
酒井敏行（さかい としゆき）
演 - 光石研
1990年：唄子の秘書兼東進学会事務員。精力的に働き逞しく生きる唄子に好意を抱く。
ハローワーク相談員
演 - 滝藤賢一
2012年：鉄平を担当した謎の相談員。仕事の愚痴を漏らす鉄平を一蹴し、1990年にタイムスリップさせる。毎回、タイムスリップ前の鉄平に謎の電話を掛けてくる。

### ゲスト

#### 第1話「35歳、中学生になる!? バブルと闘え!!」
警視庁捜査一課刑事
演 - 竜雷太（特別出演）
1990年：若松が引き起こした芝浦中学校立て籠もり事件で中学生の鉄平を救った「ゴリさん」似の刑事。鉄平が警察官になる切っ掛けとなった人物。
秋葉修介（あきば しゅうすけ）
演 - 1990年：堀江晶太 / 2012年：角田晃広
1990年：鉄平の同級生、根暗なアイドルオタク。
2012年：秋葉古本堂を改装し、アイドルショップをオープンさせる。性格は少年時代とは異なり明るくなっている。
秋葉修一（あきば しゅういち）
演 - 小林隆
1990年：修介の父親。秋葉古本堂を営んでいるが、強引な地上げ屋に遭い困っている。
橘（たちばな）
演 - 國本鐘建
1990年：唄子に雇われていた地上げ屋のボス。
2012年：ホームレス。
木下貴子（きのした たかこ）
演 - 大出菜々子
1990年：鉄平の同級生、「オタカ」と呼ばれている。鉄平に告白されたことをクラス中に言い触らし、笑いものにする。それから10年後、怪しい宗教にはまり自己破産する。
田中涼太（たなか りょうた）
演 - グッドイヤー旭飛
1990年：鉄平の同級生、親友。オタカと付き合っている。
女子高生
演 - 久松郁実、寺川里奈
1990年：鉄平がポケベルについて尋ねるも「ゲロゲロ」と言いながら立ち去る。
岡本夏生（おかもと なつき）
演 - 岡本夏生
1990年：バブル崩壊前、ハイレグ全盛期の岡本夏生。ハイレグ以外の仕事が来ないことに悩んでいた。

#### 第2話「バブルで一番美味しい仕事を教えて!!!!」
村山利雄（むらやま としお）
演 - 神尾佑
1990年：和夫の父親、銀行の融資担当者。利益が上がらない佐伯ナット工業を簡単に切り捨てる。
村山悦子（むらやま えつこ）
演 - 正木佐和
1990年：和夫の母親、専業主婦。
佐伯総一郎（さえき そういちろう）
演 - 阿南健治
1990年：千里の父親、佐伯ナット工業社長。経営難に苦しみながら画期的なナットの開発を進めている。
佐伯千里（さえき ちさと）
演 - 1990年：杉咲花 / 2012年：芳野友美
1990年：和夫の同級生、ナットの旋盤が好きな女の子。
2012年：倒産した佐伯ナット工業を新しく立ち上げ、完成していないナット開発を父親(2012年時点で故人)から引き継ぐ。
横田（よこた）
演 - 松澤傑
1990年：翔子を好きになり、部屋に盗聴器を仕掛けるなどストーカー行為を働く。
デーブ・スペクター
演 - デーブ・スペクター
1990年：コメンテーターとして活躍する前のデーブ・スペクター。外国人独特の駄洒落をこの先も続けていくか悩んでいた。
不良中学生
演 - 川口瑛将、野口響
2012年：川に物を落としてしまったと嘘をつき、鉄平に探してもらう。

#### 第3話「スッチーVS.ナースのお仕事!?」
若槻みのり（わかつき みのり）
演 - 石田ひかり
1990年：葵の母親、東洋中央病院北3病棟看護婦長。看護師の仕事に誇りを持ち、患者を思い遣り献身的に働いている。
岡田雅子（おかだ まさこ）
演 - 伊藤麻実子
1990年：みのりの部下、東洋中央病院北3病棟看護師。職場環境が改善されない肉体的にも辛い現場に耐えられず、退職を考えている。
敦子（あつこ） / 里香（りか） / リサ子（リサこ）
演 - 長澤奈央 / 長谷部瞳 / 伊藤久美子
1990年：大手航空会社国際線CA 社員。元を取ろうと必死なエコノミークラスを接客するのは疲れる、将来のためファーストクラスしか相手にしないと合コンの席で鉄平らに話す。
佐藤美香（さとう みか） / 鈴木沙織（すずき さおり）
演 - もたい陽子 / 西丸優子
2012年：格安航空会社国内線CA 契約社員。華やかなイメージと違い給料が安く、仕事内容は肉体労働と同じだと合コンの席で鉄平らに不満を口にする。

#### 第4話「あの大ヒット漫画家の成功の秘密を探れ」
岡島聡（おかじま さとる）
演 - 梶原善
1990年：正人の父親、スーパーマーケットの副主任。会社が食品偽装していることを黙認している。自分が大学に進学せず苦労してきたことから、息子には有名大学に入学し、安定した会社に就職して欲しいと漫画家になる夢を反対する。
松尾（まつお）
演 - 林和義
1990年：帝国出版 週刊少年ジャンパー編集者。才能は認めているが正人の持ち込んだ漫画には面白味が無いと退け、原作が出来上がっている本で作画を担当してみないかと提案する。
江川達也（えがわ たつや）
演 - 江川達也
1990年：『まじかる☆タルるートくん』を執筆していた時代の江川達也。鉄平らに漫画アシスタント業務について指導する。

#### 第5話「伝説のイカ天ブーム来たーー!!」
麻生康介（あそう こうすけ）
演 - 木村了
1990年：剛志の兄、東ミュージックアカデミー1期生。同級生で「BRAIN BUSTERS」を結成し、「イカ天」ブームで人気が出る。しかし、デビューする際にヴォーカルを園子にされてしまいクビになる。
2012年：実家の「八百菊ストアー」を継ぎ、音楽はアマチュアバンドで続けている。店には「BRAIN BUSTERS」の仲間達と撮影した写真が飾られている事から、当時の事は良い思い出になっているようである。ヴォーカルをクビになった後のことについては明記されていないが、写真からは裏方でバンドを支えたことが窺える。
三国園子（みくに そのこ）
演 - 富田理生
1990年：東ミュージックアカデミー受講生。康介の代わりに「BRAIN BUSTERS」のヴォーカルとして加入する。
渋沢（しぶさわ）
演 - 少路勇介
1990年：「BRAIN BUSTERS」マネージャー。バンドの人気を利用し、強引に音楽番組へ売り込む。
小泉（こいずみ）
演 - 山口大地
1990年：清文の東京大学同期生。清文が一流企業に就職した小泉を翔子に紹介する。
トモアキ / アツシ / ツネオ
演 - 田中滋人 (Guitar) / 谷口翔太 (Drum) / 好美大 (Bass)
1990年：「BRAIN BUSTERS」メンバー。
マサヤ / カイト
演 - 千葉一磨 (Guitar) / 大森元貴 (Bass)
1990年：鉄平らのバンドメンバー。ヴォーカルの剛志が音痴でやる気がなくなり脱退する。
ゴスロリ少女
演 - 鈴木杏奈
2012年：佳奈に好きなミュージシャンを汚され、言い争いの所を佐々木に止められる。

#### 第6話「伝説のホストVS.主婦女子バトル勃発!?」
猛（たけし）
演 - 眞島秀和
1990年：ホストクラブ「フルーツパフェ」No.1。ホストの接客と心構えを鉄平らに教える。ホストに誇りを持っている。
絹子（きぬこ）
演 - 山下容莉枝
1990年：ホストクラブ「フルーツパフェ」客。子供のいない寂しい生活でホスト・猛を息子の様に可愛がり、心の溝を埋めている。
ドラゴン龍也（ドラゴンたつや）
演 - 顔田顔彦
1990年：ホストクラブ「フルーツパフェ」店長。
あゆみ
演 - 白石廿日
2012年：キャバクラ「博多っ子」No.1。強盗傷害に遭い困っているとき、高野に助けてもらう。
近藤（こんどう）
演 - 夙川アトム
2012年：真帆の夫。

#### 第7話「行列のできるカレー店の悲劇!!」
堀尾和正（ほりお かずまさ）
演 - 斉藤慶太
1990年：海南大学3年生、カレー同好会。仲間とキャンパスカレーを開発し、行列が出来るほど人気が出る。
本田（ほんだ） / 豊田（とよだ）
演 - 川村亮介 / 大和田健介
1990年：海南大学3年生、カレー同好会。堀尾と協力し売れるカレーを作ることに成功するが仲間を裏切り、味沢の話に乗ってしまう。
味沢一哉（あじさわ かずや）
演 - 堀部圭亮
1990年：帝徳商事外食事業部飲食店チェーン展開プロジェクトリーダー。堀尾らにキャンパスカレーを本格的な商品として売り出さないかと打診する。
田中（たなか）
演 - 大村彩子
1990年：帝徳商事に勤める翔子の大学の先輩。アラビア語が堪能で優秀だが、暫くは結婚する意志がないと上司に伝えた結果、芝浦倉庫に左遷させられてしまう。

#### 第8話「最終章!! 踊る大捜査網…犯人はオレ」
東京シティハンターズリーダー
演 - 尾上寛之
1990年：不良少年集団「東京シティハンターズ」を率いるリーダー。一連の強盗事件の犯人と疑われる。
沢田（さわだ） / 松原（まつばら）
演 - 田中登志哉 / 花ヶ前浩一
1990年：会員制倶楽部「リッチマン」常連客。不正なインサイダー取引に関わっている。

#### 最終話「タイムスリップの果て…最後の奇跡!!」
若松信也（わかまつ しんや）
演 - 細田よしひこ
1990年：DCブランド「DIW」でアルバイトをしている大学生。テッペイが通う中学校に臨時教員として採用が決まっていたが、コネで他の人間が自分に代わって採用されることになり、自身は落とされたことから情緒不安定になり、テッペイ達を人質に取って立て籠もり事件を起こす。
橘大作（たちばな だいさく）
演 - 酒井敏也
1990年：「I LOVE MADANNA」のTシャツを着て、東進学会塾立て籠もり事件の野次馬に紛れ込んでいた。
2012年：港区芝浦連続強盗傷害事件被疑者。鉄平が逮捕に失敗してから1年間逃亡を続けていたが、MADANNAのコンサート会場で検挙される。
浅香唯（あさか ゆい）
演 - 浅香唯（友情出演）
1990年：デビューしてから5年後の浅香唯。若松と鉄平アルバイトするDCブランド「DIW」を訪れる。
兵藤ゆき（ひょうどう ゆき）
演 - 兵藤ゆき（友情出演）
1990年：ディスコでDJしているときに鉄平とすれ違う。
DCブランドDIW店主
演 - KONTA
1990年：鉄平と若松がバイトしていた同店のデザイナー兼店主。オネエ言葉を使うが、真剣に物を語る際には普通の口調になる。
警視庁捜査一課刑事
演 - 中村靖日
1990年：東進学会塾立て籠もり事件で初めて交渉係を任された刑事。
渡辺大紀（わたなべ だいき）
演 - 丸山隆平（関ジャニ∞）
2012年：現在の勤務している会社に嫌気が差し、割に合う条件の良い仕事を探しにハローワークを訪れるが、謎の相談員に鉄平と同様に一蹴される。

## ポスター出演
劇中ではその時代を感じさせるポスターが度々登場し、実在のタレントのポスターが用いられている。ポスターで登場したタレントは「SPECIAL THANKS」としてクレジットされている。
- 兵藤ゆき（1990年：翔子宅に貼られているカレンダー写真）
- 山下真司（1990年）
- 香田晋（1990年）
- ももいろクローバーZ（2012年：芝浦署に貼られているポスター）
- 牧瀬里穂（第4話 / 1990年：警視庁のエレベーターに貼られているポスター）

## スタッフ
- 原作 - 村上龍「新13歳のハローワーク」（幻冬舎）
- 脚本 - 大石哲也、倉持裕、内平未央
- 音楽 - 井筒昭雄
- 演出 - 髙橋伸之（テレビ朝日）、塚本連平 (MMJ)、梶山貴弘（テレビ朝日）
- 主題歌 - TOKIO「羽田空港の奇跡」[11]（ジェイ・ストーム）
- 選曲 - 石井和之
- ゼネラルプロデューサー - 内山聖子（テレビ朝日）
- プロデューサー - 中川慎子（テレビ朝日）、遠田孝一 (MMJ)、浅井千瑞 (MMJ)
- 制作 - テレビ朝日、MMJ

## 放送日程
| 各話                                                          | 放送日        | サブタイトル                         | 脚本     | 演出     | 視聴率 |
| ------------------------------------------------------------- | ------------- | ------------------------------------ | -------- | -------- | ------ |
| 第1話                                                         | 2012年1月13日 | 35歳、中学生になる!? バブルと闘え!!  | 大石哲也 | 髙橋伸之 | 9.3%   |
| 第2話                                                         | 2012年1月20日 | バブルで一番美味しい仕事を教えて!!!! | 大石哲也 | 塚本連平 | 7.9%   |
| 第3話                                                         | 2012年1月27日 | スッチーVS.ナースのお仕事!?          | 大石哲也 | 塚本連平 | 9.1%   |
| 第4話                                                         | 2012年2月03日 | あの大ヒット漫画家の成功の秘密を探れ | 大石哲也 | 髙橋伸之 | 7.7%   |
| 第5話                                                         | 2012年2月10日 | 伝説のイカ天ブーム来たーー!!         | 倉持裕   | 塚本連平 | 8.1%   |
| 第6話                                                         | 2012年2月17日 | 伝説のホストVS.主婦女子バトル勃発!?  | 内平未央 | 梶山貴弘 | 6.6%   |
| 第7話                                                         | 2012年2月24日 | 行列のできるカレー店の悲劇!!         | 大石哲也 | 髙橋伸之 | 9.4%   |
| 第8話                                                         | 2012年3月02日 | 最終章!! 踊る大捜査網…犯人はオレ     | 大石哲也 | 塚本連平 | 7.7%   |
| 最終話                                                        | 2012年3月09日 | タイムスリップの果て…最後の奇跡!!    | 大石哲也 | 髙橋伸之 | 9.3%   |
| 平均視聴率 8.3%（視聴率はビデオリサーチ調べ、関東地区・世帯） |               |                                      |          |          |        |